# Thép Xanh Nam Định FC
El Thép Xanh Nam Định FC es un equipo de fútbol de Vietnam de la ciudad de Nam Dinh que compite en la V.League 1, la liga de fútbol más importante del país.

## Historia
Fue fundado en el 2003 en la localidad de Nam Dinh. Es un equipo que ha cambiado de nombre en varias ocasiones a causa de la inestabilidad de sus patrocinadores. Los nombres que ha tenido son los siguientes:
- Song Da Nam Dinh (2003)
- Mikado-Nam Dinh (2006)
- Dam Phu My-Nam Dinh (2007)
- Mikado Nam Dinh (2008)
- Megastar Nam Định (2009–10)
- Mikado Nam Dinh (2011–12)
- Nam Định FC (2012–2019)
- Dược Nam Hà Nam Định FC (2019–2020)
- Nam Định FC (2020–2022)
- Thép Xanh Nam Định FC (2023–presente)

## Jugadores

### Jugadores destacados
- Gerard Artigas

## Palmarés
- V-League: 3

1985, 2023–24, 2024–25
- Copa de Vietnam: 1

2007
- Supercopa de Vietnam: 1

2024

## Participación en competiciones de la AFC
| Temporada | Torneo                        | Ronda            | Club                | Casa | Visita | Global   |
| --------- | ----------------------------- | ---------------- | ------------------- | ---- | ------ | -------- |
| 2008      | Liga de Campeones de la AFC   | Grupo F          | Beijing Guoan       | 1–3  | 0–3    | 4º Lugar |
| 2008      | Liga de Campeones de la AFC   | Grupo F          | Kashima Antlers     | 0–4  | 0–6    | 4º Lugar |
| 2008      | Liga de Campeones de la AFC   | Grupo F          | Krung Thai Bank     | 2–2  | 1–9    | 4º Lugar |
| 2024–25   | Liga de Campeones 2 de la AFC | Grupo G          | Lee Man             | 3–0  | 2–0    | 2º Lugar |
| 2024–25   | Liga de Campeones 2 de la AFC | Grupo G          | Tampines Rovers     | 3–2  | 3–3    | 2º Lugar |
| 2024–25   | Liga de Campeones 2 de la AFC | Grupo G          | Bangkok United      | 0–0  | 2–3    | 2º Lugar |
| 2024–25   | Liga de Campeones 2 de la AFC | Octavos de final | Sanfrecce Hiroshima | 0–3  | 0–4    | 0–7      |